# Paul Seitz (Architekt)
Paul Seitz (* 21. Oktober 1911 in Nürnberg; † 21. Februar 1989 in Hamburg) war ein deutscher Architekt, Stadtplaner und Baubeamter, von 1953 bis 1963 amtierte er als Erster Baudirektor in Hamburg.

## Leben
Paul Seitz wurde 1911 in Nürnberg geboren. Ab 1925 absolvierte er eine dreijährige Maurerlehre. Von 1929 bis 1932 besuchte er die Höhere Technische Lehranstalt Nürnberg. Danach setzte er seine Ausbildung an der Staatsschule für angewandte Kunst in Nürnberg fort. Ab 1934 arbeitete er im Architekturbüro von Franz Ruff, bis er 1941 eingezogen wurde. Nach dem Zweiten Weltkrieg war er zunächst als freier Architekt tätig.
Von 1949 bis 1952 war Seitz Stadtbaurat in Leverkusen. 1952 holte ihn Oberbaudirektor Werner Hebebrand als Ersten Baudirektor und Leiter des Hochbauamtes nach Hamburg. In dieser Funktion war er der Nachfolger von Hans M. Antz. Die Amtszeit von Seitz währte zehn Jahre. In dieser Zeit entwarf er hauptsächlich Schulen, Hochschulgebäude und andere öffentliche Bauten. Er entwickelte mehrere standardisierte Montagetypen für Schulen: Pavillon-, Waben- und Kreuzbau sowie Turnhalle („Seitzhalle“) und kleinere Gymnastikhalle. Mehrere hundert Klassenräume wurden nach seiner Vorlage in Hamburg gebaut.
1963 ging Seitz nach Berlin und wurde Professor an der Hochschule für bildende Künste. Sein Nachfolger als Leiter des Hamburger Hochbauamtes wurde Hans-Dietrich Gropp.
Zwei Jahre später kehrte er als Geschäftsführer des Gewerkschaftsunternehmens Neue Heimat nach Hamburg zurück. Ende der 1960er Jahre wurde er Mitglied des Vorstands. 1974 verließ er das Unternehmen und arbeitete als freischaffender Bildhauer. Mit 77 Jahren starb er in Hamburg.

## Bauten und Entwürfe (Auswahl)
- 1952: Waldschule in Leverkusen[3]

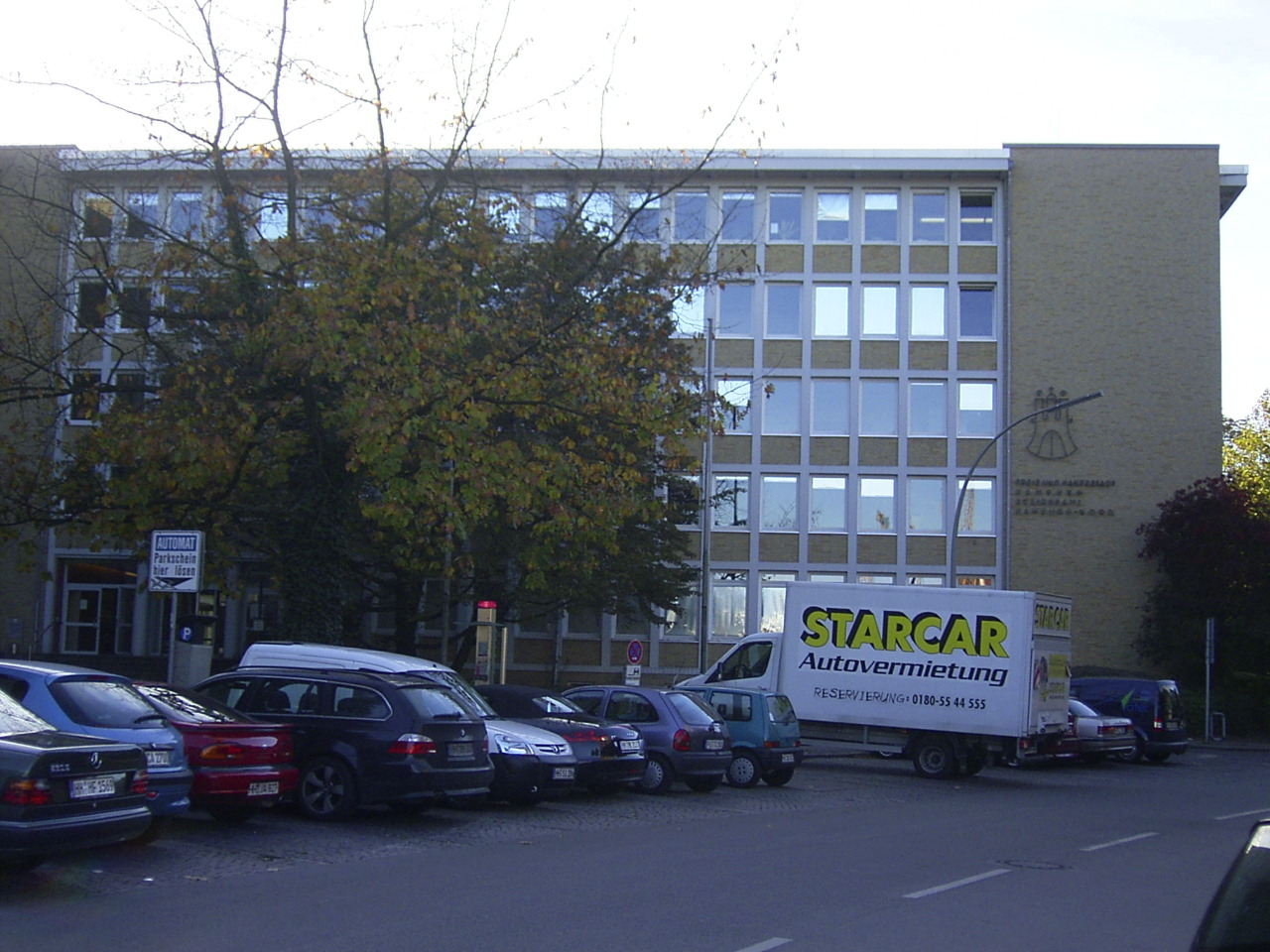
Bezirksamt Hamburg-Nord

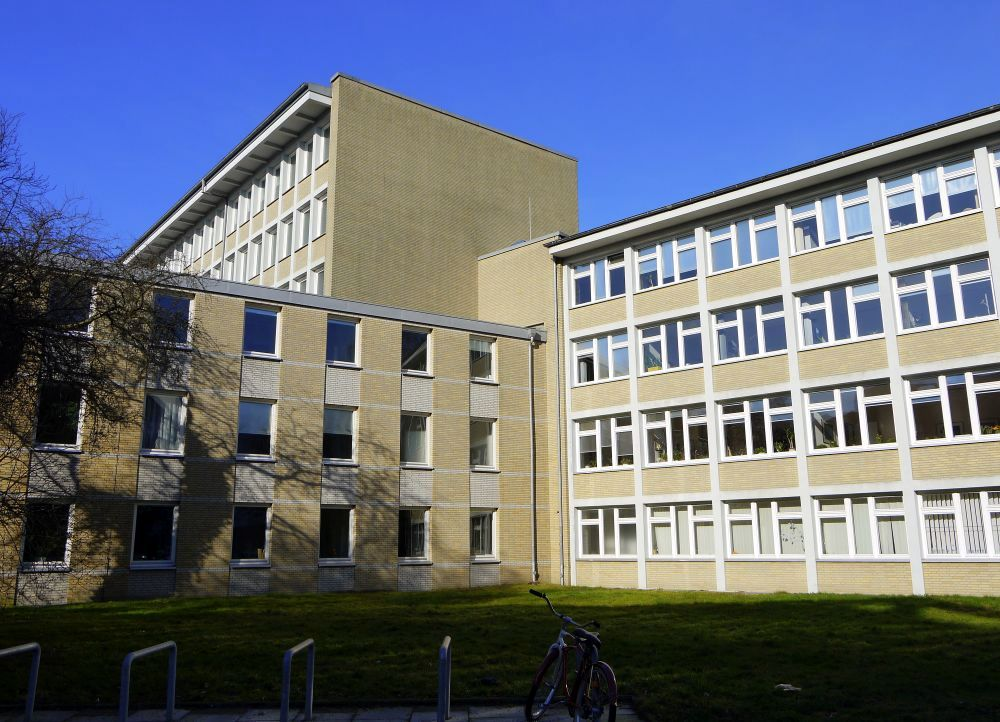
Bezirksamt Hamburg-Nord Seitenansicht

- 1952–1953: Schule Mendelssohnstraße in Hamburg-Bahrenfeld (1. Bauabschnitt)
- 1952–1958: Bezirksamt Hamburg-Nord, Kümmellstraße
- 1953–1957: Schule Willhöden in Hamburg-Blankenese
- 1953–1955: Willi-Kraft-Schule in Hamburg-Wilhelmsburg
- 1954:	Pavillon Typ A (Montagepavillon für den Schulbau),[4] bis 1962 wurden damit 459 Klassenräume errichtet.
- ab 1954: Planung des Campus der Universität Hamburg
- ab 1954: Max-Planck-Institut für ausländisches und internationales Privatrecht in Hamburg, Mittelweg
- ab 1955: Amerika-Haus in Hamburg[5] (abgerissen)
- 1955–1956: Schule an der Katharinenkirche in Hamburg (abgerissen)
- 1955–1957: Studentenwohnheim Grindelallee in Hamburg
- 1956:	Montagetyp Turnhalle für Hamburger Schulen, Typ 1
- 1958:	Freibadanlage in Hamburg-Dulsberg
- 1958–1962: Montagetyp Kreuzbau für Hamburger Schulen
- 1958–1965: Hamburg-Haus Eimsbüttel in Hamburg-Eimsbüttel, Doormannsweg 12[6]
- 1959–1960: Pädagogisches Institut der Universität Hamburg, Von-Melle-Park
- 1960–1963: Kunsthaus Hamburg, Ferdinandstor (abgerissen)
- 1960–1961: Philosophenturm der Universität Hamburg
- 1962: Goetheschule in Marl, Hervester Straße / Bruchstraße (Vorläufer des Wabentyps)[7]
- 1962:	Montagetyp Turnhalle für Hamburger Schulen, Typ 2
- 1962:	Montagetyp Wabenschule
- 1962–1963: Leitung der Bauten für die Internationale Gartenbauausstellung 1963 in Hamburg
- 1963:	Kindererholungsheim Vogelkoje auf Sylt (mit Geert Rechtern)
- 1963:	Lichtwarkhaus in Hamburg-Bergedorf (abgerissen)